# Maria Kouvatsou
Maria Kouvatsou ( em grego : Μαρία Κουβάτσου ; nascida em 2 de novembro de 1979, em Atenas, Grécia) é uma grande mestre feminina grega do xadrez (WGM).  Ela foi a vencedora do Campeonato Mundial Feminino Sub-20 de Xadrez de 1999, venceu o Campeonato Grego de Xadrez Feminino em 2000 e representou a Grécia em três Olimpíadas de Xadrez.

## Carreira
Kouvatsou venceu o Campeonato Grego de Xadrez Feminino Sub-16 em 1992 (em conjunto) e 1994, e venceu o Campeonato Grego de Xadrez Feminino Sub-20 em 1995, 1996 e 1999.
Ela representou a Grécia no Campeonato Mundial Feminino de Xadrez Juvenil em Bratislava 1993, Szeged 1994, Guarapuava 1995 e Yerevan 1997. Ela também jogou no Campeonato Mundial Feminino Júnior de Xadrez em Kozhikode 1998, e venceu o evento em Yerevan 1999.
Em abril de 2001, ela empatou uma partida de exibição de jogo rápido contra o ex-campeão mundial de xadrez Anatoly Karpov em Rethymno, marcando 1:1 após vencer a primeira partida. Kouvatsou se classificou para jogar o Campeonato Mundial Feminino de Xadrez de 2001, em Moscou, no final daquele ano, mas foi eliminada na primeira rodada por Nataša Bojković.